# K.A. Larssen
Knud Arnt Larssen (25. marts 1793 i Holbæk – 18. juli 1865 på Arresødal ved Frederiksværk) var en dansk købmand og legatstifter.
Han var født i Holbæk, hvor hans fader, Lars Mandix Nielsen, var avlsbruger, brændevinsbrænder og gæstgiver; moderen var Karen Pedersdatter f. Friis. Efter at have været i handelslære i Frederiksborg kom han til Frederiksværk for at bestyre den ene af stedets 2 privilegerede købmandshandeler, nemlig den, der ejedes af Johanne Marie Thodberg, f. Schiøtt (død 1834), som enke efter bogholder ved Frederiksværk Lauritz Krog Thodberg (død 1806). 27. december 1818 ægtede han datteren her Laurentze Marie Thodberg (f. 26. september 1799), og 1835 overtog han handelen for egen regning. Allerede forinden var han blevet medinteressent i Suhr & Søns kobbervalseværk på Frederiksværk. De 2 virksomheder, han således drev, lod ham tjene godt, og da han forstod at være klogt sparsommelig, blev han efterhånden en meget formuende mand, hvad der bl.a. satte ham i stand til at købe hovedgården Arresødal. Han døde 18. juli 1865, og handelen blev nu fortsat af hans efterlevende hustru, hvis lange, i stor stilhed på Arresødal henlevede enkestand næsten fordoblede formuen, der ved hendes død, 17. maj 1883, viste sig at være noget over 2 mio. kr. i datidens mønt. Efter de barnløse ægtefællers testamente af 30. maj 1861 tilfaldt den væsentligste del heraf et efter dem benævnt legat, K.A. Larssens og Hustru L.M. Larssens født Thodbergs Legat, hvis anvendelse til studiehjælp, håndværksoplærelse, rejseunderstøttelse og udlån til polyteknikere, mekanikere, håndværkere og købmænd, med særligt hensyn til sådanne, der stammede fra Frederiksværk, sloges fast ved en fundats af 17. maj 1884. En mindre kapital anvendtes til en enkestiftelse på Frederiksværk, K.A. Larssen og Hustru L.M. Larssens Stiftelse. K.A. Larssen og hustru er begravet på Vinderød Kirkegård.